# Tammi Terrell
Tammi Terrell, egentligen Thomasina Winifred Montgomery, född 29 april 1945 i Philadelphia, Pennsylvania, död 16 mars 1970 i Philadelphia, Pennsylvania, var en amerikansk Grammy-nominerad soulsångerska. Terrell är mest känd för sina duetter med Marvin Gaye. 
Tammi Terrell började sjunga in skivor vid Scepter/Wand Records 1960 under namnet Tammy Montgomery. Där producerade James Brown låten "I cried" för Terrell. 1965 värvades hon till Motown av Berry Gordy och fick artistnamnet Tammi Terrell. Hon fick två mindre hits med "I Can't Believe You Love Me" och "Come On And See Me". Det stora genombrottet följde 1967 då hon började samarbeta med Marvin Gaye. De spelade bland annat in hits som "Ain't No Mountain High Enough", "Ain't Nothing Like the Real Thing" och "You're All I Need to Get By".
Vid en konsert i Virginia den 14 oktober 1967 kollapsade hon på scen. Det visade sig att hon hade drabbats av en malign hjärntumör. Hon fortsatte att arbeta i studion med Gaye med albumet Easy som släpptes 1969. Hon avled 1970, 24 år gammal.

## Diskografi (urval)
Studioalbum
- 1967 – The Early Show (med Chuck Jackson)
- 1967 – United (med Marvin Gaye)
- 1968 – You're All I Need (med Marvin Gaye)
- 1969 – Irresistible
- 1969 – Easy (med Marvin Gaye)